# Thessaloniki
Thessaloniki (græsk: Θεσσαλονίκη) er Grækenlands næststørste by og den største by i regionen Centralmakedonien. Byen er også hovedstad i præfekturet Thessaloniki. Thessaloníki kaldes for Selânik (på tyrkisk, Salonika eller Salonica (Σαλονίκη, Солун, Solun, סלוניקה). Byens kaldes historisk også “med-hovedstad”, hvilket refererer til, at den i det østromerske kejserrige var hovedstad sammen med Konstantinopel.
Thessaloniki kommune havde ved en folketælling (2011) 325.182 indbyggere. Det sammenhængende byområde, som omfatter syv kommuner, havde ca. 790.000 indbyggere, mens hele storbyområdets 1.455 km2 rummede godt 1,1 millioner mennesker.
Thessaloniki er Grækenlands næststørste økonomiske, industrielle, kommercielle og politiske center og det største trafikknudepunkt for resten af sydøsteuropa. Byen er kendt for sine festivaler, musik-, film- og teaterbegivenheder, som sammen med et levende kulturliv i det hele taget gør den til landets kulturelle hovedstad. Thessaloniki var i 1997 europæisk kulturhovedstad og i 2014 europæisk ungdomshovedstad.
I 2013 medtog National Geographic byen blandt verdens fremmeste turistdestinationer, og i 2014 erklærede Financial Times den for Europas bedste mellemstore storby i fremtiden, hvad angår menneskelig kapital og livsstil.
Byen blev grundlagt i 315 før vor tidsregning af Kassander af Makedonien. I romertiden var den en vigtig storby og blev siden de byzantinske og osmanniske kejserrigers rigeste og næststørste by og rummer mange monumenter fra sin fortid. Af disse er 15 optaget på UNESCOs verdensarvsliste. Byen var i århundreder præget af sine store jødiske, tyrkiske og græske befolkningsgrupper, hvoraf den jødiske var den største helt frem til 1920'erne.
Af byens to universiteter er Aristoteles Universitetet med sine 95.000 studerende Grækenlands største.

## Historie

### Fra antikken til romerriget
Thessaloniki blev grundlagt omkring 315 før vor tidsregning (fvt.) af kong Kassander af Makedonien, som opkaldte den efter sin hustru, Thessalonika, Aleksander den Stores halvsøster og datter af Filip den 2. Under det makedonske kongedømme opnåede byen selvstyre med eget parlament og udviklede sig til Makedoniens vigtigste by.
Efter kongerigets sammenbrud i 168 fvt. blev Thessaloniki en del af den romerske republik. I 41 fvt. gav Marcus Antonius byen status som fristat. Med sin beliggenhed på Via Egnatia – som forbandt Dürres med Byzans – blev byen et knudepunkt for handel mellem Byzans og Rom. Nord-syd-handelsruten mellem Balkan og Grækenland krydsede også Thessaloniki.
På et tidspunkt blev den hovedstad for det romerske kejserriges samtlige græske provinser. Da imperiet overgik til Tetrarkiet, fik Thessaloniki status af administrationsby for Galerius Maximianus Cæsars del af riget. Galerius lod i byen opføre et kejserpalads, en ny hippodrom, en triumfbue 
 og et mausoleum. 
I året 379 blev Illyricum, som denne fjerdedel af romerriget kaldtes, delt mellem det østromerske og det vestromerske kejserrige, og Thessaloniki blev hovedstad i et område, der omfatter det meste af Balkan-halvøen. Ved romerrigets opløsning i 476 blev byen det østromerske riges næststørste by. Byen spillede også en rolle i kristendommens udbredelse. Nogle lærde hævder ligefrem, at Paulus første brev til thessalonikerne er Det nye Testamentes ældste skrift.

### Den byzantinske periode og Middelalderen
Thessaloniki blev regnet for at være det byzantinske kejserriges vigtigste by efter Konstantinopel i størrelse og rigdom. I midten af 1100-tallet havde den omkring 150.000 indbyggere. Siden svingede tallet noget, men endnu i 1300-tallet overgik den f.eks. London i størrelse, og dens status i kejserriget holdt sig helt frem til 1423, hvor den blev underlagt Venedig.
Byens velstand og størrelse gjorde den til mål for mange erobringsforsøg. Således avarer og slaviske folk i 500- og 600-tallet. Senere, i år 904 betød et arabisk angreb voldsomme plyndringer. I forbindelse med korsridderes erobring af Konstantinopel under det 4. korstog i 1200-tallet oprettedes kongeriget Thessaloniki – det tysk-romerske kejserriges største vasal – som dog kun overlevede i 20 år, da det i 1224 blev generobret af efterkommere af Byzans' kejser, som udråbte området til kejserriget Thessaloniki med en udstrækning som nutidens Nordgrækenland. Blot seks år senere blev dette regime så fjernet, og regionen blev vasal under det 2. bulgarske kejserdømme. Allerede i 1246 overgik magten til endnu et hold efterkommere af Byzans. Fra da af og frem til 1423 nu hed det det nikæanske kejserrige. Fra 1342 til 1350 var det dog i hænderne på zeloterne, en social-revolutionær gruppe af antiaristokratiske fattige og søfolk.
I 1423 overlod despoten Andronicus magten over sin stat til Venedig for at beskytte den mod osmanernes erobringsforsøg, som dog blev gennemført under Sultan Murad 2. den 29. marts 1430.

### Osmanniske rige
Efter Murads erobring og plyndring af Thessaloniki i 1430 anslår samtidige beregninger, at omkring 20 % af byens befolkning var gjort til slaver, samtidig med, at en del fremtrædende borgere var flygtet. Det ændrede dog ikke ved byens status som en af kejserrigets vigtigste storbyer og som økonomisk kraftcenter. Vigtigst her var søfarten foruden fremstillingsvirksomheder og handel.
Blandt byens mangfoldige befolkningsgrupper voksede især græske jøder og osmanniske muslimer. Sidstnævnte rummede tyrkere, albanere, bulgarere og græske konvertitter. I 1478 var der 4.320 muslimer, 6.094 græsk-ortodokse og nogle få katolikker, men endnu ingen jøder. I løbet af de næste 100 år kom næsten 20.000 sefardiske jøder til byen i takt med, at de blev deporteret fra Spanien efter Alhambra-dekretet i 1492. Omkring år 1500 fordelte indbyggertallet sig med 7.986 grækere, 8.575 muslimer og 3.770 jøder, men allerede i 1519 udgjorde 15.715 jøder 54 % af Thessalonikis befolkning. Nogle historikere mener, at osmanerne stimulerede jødisk bosætning for at forhindre, at etniske grækere kom til at dominere byen.
Thessaloniki bevarede i resten af osmanner-tidens skiftende administrative strukturer sin position som provinshovedstad.
Byen rummede en garnison af janitsjarer. Det var den osmanniske herskers personlige livgarde, hvis medlemmer var af mange nationaliteter. Da det rygtedes, at herskeren, Mahmud 2., ville udskifte dem med tyrkiske soldater, gjorde de oprør. I juni 1826 blev dette oprør slået ned, og dets ledere halshugget i det fort i Thessaloniki, som nu udgør byens vartegn, Det hvide Tårn, som efter nedslagtningen i folkemunde kom til at hedde Blodtårnet.
De sidste årtier under osmannisk regime blomstrede byen op. Styret moderniserede infrastrukturen efter europæiske forbilleder og med hjælp fra bl.a. franske byplanlæggere. Det meste af bymuren blev revet ned mellem 1869 og 1889, de første sporvogne begyndte at køre i 1888. Samme år åbnedes jernbanelinjen til Beograd, i 1893 til Monastir (nu Bitola) og i 1896 til Konstantinopel.
Elektrisk gadebelysning indførtes i 1908.

### Siden 1912
I begyndelsen af det 1900-tallet var Thessaloniki præget af forskellige radikale gruppers oprør mod det osmanniske rige. Den bulgarske Interne Makedoniske Revolutionære Organisation, grundlagt i 1897, den græske Makedonisk Komité, grundlagt i 1903, en bulgarsk anarkistisk terror-gruppe kaldet Thessalonikis bådsmænd og Ungtyrkerne fra 1908.

#### Første og anden Balkankrig
Ved 1. balkan-krigs udbrud erklærede Grækenland det osmanniske rige krig og gik over grænsen. Da den græske premierminister, Eleftherios Venizelos, blev spurgt, om hæren skulle gå mod Monastir (nu Bitola, Republikken Makedonien) eller mod Thessaloniki, svarede han: "Salonique à tout prix!" (Thessaloniki for enhver pris). Da såvel Bulgarien som Grækenland ønskede at indlemme Thessaloniki i deres respektive nationer, indledte den osmanniske garnisonskommandant forhandlinger om overgivelse med begge lande. På festdagen for byens skytshelgen, St. Demetrius, 8. november 1912, accepterede den græske hær osmannernes overgivelse. Dagen efter ankom den bulgarske hær, over for hvilken osmannernes kommandant, Tahsin Pasha, beklagende erklærede: ”Jeg har kun én Thessaloniki, og den har jeg allerede overgivet”.
Med Bukarest-aftalen af 1913, som markerede afslutningen af 2. Balkankrig, blev Thessaloniki sammen med resten af den græske del af Makedonien og Thrakien en del af Grækenland.
Den 18. marts samme år blev Grækenlands konge gennem 50 år, den danskfødte Georg 1., myrdet på åben gade i Thessaloniki af en græsk anarkist, Alexandros Schinas.

#### Første verdenskrig
I 1915, under 1. verdenskrig, etablerede de allieredes ekspeditionsstyrker en base i Thessaloniki, hvorfra de opererede mod Bulgarien, som var på Tysklands side i krigen. Bulgarien, som havde mistet store landområder under 2. balkankrig i 1915, så nu chancen for at vinde det tabte tilbage. De allierede åbnede Den Makedonske Front, som bl.a. skulle hjælpe Serbien mod Østrig-Ungarn og Bulgarien. Grækenland holdt sig formelt neutralt i krigen, men der var stærke indre modsætninger i landet. Kongen, Konstantin 1., var på Tysklands side, mens premierministeren, Eleftherios Venizelos, støttede Serbien, Frankrig og Storbritannien. I 1916 gjorde Venizelos-tro officerer, støttet af de allierede, oprør mod kongen og dannede en midlertidig regering med hovedsæde i Thessaloniki. Denne regering kontrollerede de områder, Grækenland havde erobret fra osmannerne under Balkan-krigene, det vil sige det meste af Nordgrækenland, inklusive Makedonien og det nordlige Ægæerhav samt øen Kreta. Kongens regering i Athen kontrollerede det gamle, monarkistiske Grækenland. Thessaloniki-staten faldt fra hinanden, da de to stridende regeringer blev slået sammen under Venizelos' ledelse i forbindelse med, at kong Konstantin abdicerede.

#### Den store brand
Den 18. august 1917 blev størsteparten af byens nedre centrum ødelagt af en brand,  som gjorde 72.000 mennesker – en fjerdedel af byens befolkning – hjemløse, heraf 50.000 jøder. Det meste af forretningskvarteret nedbrændte ligesom kirker, synagoger og moskeer. Mange af de ramte mistede deres livsgrundlag og forlod byen. Regeringen standsede spontane initiativer til at genopbygge byen og bad i stedet udenlandske arkitekter og byplanlæggere forestå en opbygning af bymidten efter moderne europæisk forbillede. Ikke alt af dette lykkedes; dels som følge af manglende finansiering, dels på grund af modstand blandt nogle af de besiddende klasser.

#### Befolkningsudvekslingen i 1923
Efter Grækenlands nederlag i den græsk-tyrkiske krig i Lilleasien 1919-22 fastsatte Lausanne-traktaten fra juli 1923, at alle etniske tyrkere skulle deporteres fra Grækenland til Tyrkiet, mens alle etniske grækere skulle fordrives den anden vej. For Thessaloniki betød det på ganske kort tid en voldsom ændring i befolkningssammensætningen – og stigning i indbyggertallet; 20.000 tyrkere forlod byen til gengæld for 160.000 grækere, der kom til.

#### 2. verdenskrig
Da italienske styrker den 28. oktober 1940 angreb Grækenland, blev Thessaloniki udsat for kraftige bombardementer. Alene i november var der 232 dræbte, 871 sårede og mere end 800 ødelagte bygninger. Da den italienske offensiv mislykkedes, greb Tyskland ind og besatte Grækenland i april 1941.
Hitler tillagde Thessaloniki så stor betydning, at han oprindeligt havde planer om gøre byen til en del af Det tredje Rige, administreret direkte fra Berlin og ikke af en eventuel græsk lydregering. Han havde stillet Jugoslavien i udsigt, at de som delvis betaling for at indtræde i krigen på tysk side siden kunne indlemme Thessaloniki i deres land. 
Ligesom byen var den første store by, der blev besat, var det også i Thessaloniki, den første modstandsgruppe opstod. Eleftheria, græsk for Frihed, kaldte den sig; samme navn bar den første illegale avis, som var en af de første af sin slags I det tyskbesatte Europa.
Tyskerne gjorde en af byens kaserner til fangelejr for arresterede modstandere fra hele Grækenland: "Konzentrationslager Pavlo Mela" fungerede som en mellemstation, inden fangerne enten blev sendt videre til lejre andre steder i Europa eller blev myrdet på stedet.

#### Udryddelse af byens jøder
I 1941 var jøderne den største befolkningsgruppe i Thessaloniki. Nogle få lykkedes det at flygte, men langt de fleste blev interneret i Pavlo Mela-lejren og andre opsamlingslejre i byen.
Besættelsesmagten opkrævede enorme beløb i beskyttelsespenge af de internerede. Herudover sløjfede de den store jødiske kirkegård og brugte gravstenene til at bygge svømmebade til tyske soldater eller solgte dem som byggematerialer.
Kirkegårdsgrundene er siden bebygget med Aristoteles-universitetet.
I 1943, mellem 20. marts og 18. august deporterede tyskerne omkring 50.000 mennesker til udryddelseslejrene Auschwitz, Birkenau og Treblinka. De fleste blev myrdet umiddelbart i gaskamrene, mens 11.000 blev slavearbejdere i omliggende industrier. Næsten ingen overlevede. Transporten til udryddelseslejrene foregik med tog, og Deutsche Bahn krævede betaling af de rejsende; Thessalonikis jødiske samfund har efter krigen rejst krav om erstatning herfor hos DB.

#### Holocaustmuseum
I 2019 forventes indviet et museum for jødeudryddelserne. Museet opføres i det område, hvor opsamlingslejren lå ved den gamle jernbanestation. Et midlertidigt monument blev rejst på stedet i januar 2017.

## Geografi

### Geologi
Thessaloniki ligger i bunden og langs østsiden af Thermaikos-bugten. Sydøst for byen dominerer Choriatis-bjerget. De nære omgivelsers rigdom på bjerge, bakker og forkastninger gør den udsat for geologiske forandringer.

#### Jordskælv
I nyere tid er der registreret alvorlige jordskælv i 1759, 1902, 1978 og 1995. I 1978 ramtes byen af en serie af skælv, målt til 5,5 og 6,5 på Richterskalaen, hvorved mange bygninger og monumenter led betydelig skade. Da en beboelsesbygning i centrum kollapsede, omkom 51 mennesker.

### Klima
Thessalonikis klima er direkte påvirket af, at byen ligger ved havet. Ifølge Köppens klimaklassifikation ligger den i grænseområdet mellem fugtigt og tørt subtropisk klima, med en årlig nedbør på 449 millimetr. Juni-august er den tørreste periode, oktober-december den fugtigste.
Sne kan forekomme de fleste vintre, men den bliver sjældent liggende mere end et par dage. Det er ofte tåget; gennemsnitligt 193 dage årligt. I snit når temperaturen i løbet af et år 32 dage under nulpunktet. Den laveste registrerede temperatur er minus 14 °C, og de fleste vintre kan den gå ned til minus 10 °C. Januar er koldeste måned med en døgntemperatur på 6 °C. Det blæser mest om vinteren, hvor december og januar har et vindgennemsnit på 26 kilometer i timen. Et særligt vejrfænomen er Vardaris-vinden, som kommer nordfra med en kraftig styrke og ekstra afkølet af de bjerge, den passerer undervejs til Thessaloniki.
Sommerne er varme med ret fugtige nætter. Maksimumtemperaturen ligger for det meste over 30 °C, men sjældent over 40 °C. Hedebølger forekommer. Den højest målte temperatur er 42 °C. Døgngennemsnittet for juli er 26 °C. Det regner sjældent og som regel i forbindelse med tordenvejr. Vindgennemsnittet er 20 km/t.
| Vejr for Thessaloniki   | Vejr for Thessaloniki | Vejr for Thessaloniki | Vejr for Thessaloniki | Vejr for Thessaloniki | Vejr for Thessaloniki | Vejr for Thessaloniki | Vejr for Thessaloniki | Vejr for Thessaloniki | Vejr for Thessaloniki | Vejr for Thessaloniki | Vejr for Thessaloniki | Vejr for Thessaloniki | Vejr for Thessaloniki |
|                         | Jan                   | Feb                   | Mar                   | Apr                   | Maj                   | Jun                   | Jul                   | Aug                   | Sep                   | Okt                   | Nov                   | Dec                   | År                    |
| ----------------------- | --------------------- | --------------------- | --------------------- | --------------------- | --------------------- | --------------------- | --------------------- | --------------------- | --------------------- | --------------------- | --------------------- | --------------------- | --------------------- |
| Gennemsnitlig maks °C   | 9                     | 11                    | 14                    | 19                    | 25                    | 29                    | 32                    | 31                    | 27                    | 21                    | 15                    | 11                    | 20                    |
| Gennemsnitlig min °C    | 1                     | 2                     | 5                     | 8                     | 12                    | 16                    | 19                    | 18                    | 15                    | 11                    | 7                     | 3                     | 10                    |
| Gennemsnitlig nedbør mm | 37                    | 38                    | 41                    | 38                    | 44                    | 30                    | 24                    | 20                    | 27                    | 41                    | 54                    | 55                    | 449                   |
| Kilde: Weatherbase      |                       |                       |                       |                       |                       |                       |                       |                       |                       |                       |                       |                       |                       |

## Erhvervsliv

### Havn
Thessalonikis merkantile havn er Grækenlands næstvigtigste efter Piræus og knudepunkt for godstransporten til og fra det øvrige Balkan. Havnen ejes af det offentlige selskab OLTH. Landets kreditorer har som led i forsøgene på at rydde op i landets gæld forlangt mange offentlige selskaber solgt til private investorer; det gælder også Thessalonikis havn, som statens privatiseringsselskab TAIPED forhandler med en række inden- og udenlandske selskaber om. Forhandlingerne er primo 2017 gået ind i en afgørende fase og forventes afsluttet i marts 2017.

## Politik

### Lokalt
Ved lokalvalgene i november 2010 valgtes Giannis Boutaris til borgmester med kun 300 stemmers flertal. I de foregående 24 år kom borgmesteren fra det borgerlige parti Nea Demokratia, mens Boutaris med en baggrund i kommunistpartiet og senere miljølister stillede op som uafhængig, men med støtte af socialdemokratiske PASOK. Boutaris' valgsejr var en overraskelse. Blandt hans markante modstandere var den ortodokse ærkebiskop, som havde erklæret, at det ville blive over hans lig, at Boutaris overtog borgmesterkontoret.
Boutaris' forgænger i borgmesterstolen, Vassilios Papageorgopoulos, blev i februar 2013, efter at staten havde anklaget ham for økonomiske uregelmæssigheder i sin borgmestertid, ligesom to af kommunens ledende embedsmænd, idømt livsvarigt fængsel for underslæb på 18 millioner euro. I juli 2014 nedsatte en appelret dog straffen til 20 års fængsel.
Boutaris blev genvalgt i 2014, nu med et komfortabelt flertal på 58 % af stemmerne.

### Landspolitisk
Ved det seneste parlamentsvalg, 25. januar 2015, fordeltes stemmerne sig således i Thessaloniki:
| SYRIZA         | 118.353 | 34,12 % | 7,17 % | 7 |
| Nea Demokratia | 86.172  | 24,84 % | 2,91 % | 4 |
| XA             | 24.534  | 7,07 %  | 0.29 % | 1 |
| To Potami      | 24.284  | 7,00 %  | 0 %    | 1 |
| KKE            | 19.467  | 5,61 %  | 1.11 % | 1 |
| ANEL           | 19.285  | 5,56 %  | 3.36 % | 1 |
| Enosi Kentroon | 17.735  | 5,11 %  | 4.60 % | 0 |
| PASOK          | 14.280  | 4,12 %  | 6.11 % | 1 |
| Øvrige         | 22.726  | 6,39 %  | 1.02 % | 0 |

## Kultur
I forlængelse af byens historiske, multikulturelle status planlægges opført et Holocaust-museum på den grund, der tidligere rummede hovedbanegården, hvorfra 50.000 af byens jøder fra 1943 sendtes til Auschwitz.

## Transport

### Busser
Kollektiv transport i Thessaloniki og nærmeste omegn dækkes af bybusser. Der er 75 linjer, som med 604 busser betjener de rejsende. Busserne drives af det offentligt ejede selskab OASTH. De fleste stoppesteder er forsynet med elektroniske tavler, der løbende orienterer om ventetider.
Regionalbusserne har to terminaler, en nær jernbanestationen i den vestlige del af centrum, en anden – der benyttes af busserne til Halkidiki-området – ligger i byens sydlige udkant. Der er også langdistancebusser, f.eks. til Athen.

### Metro
Bygningen af Thessalonikis Metro gik i gang i 2006 og forventes færdig i 2018. Den var oprindeligt planlagt åbnet i 2011, men arkæologiske fund medførte store forsinkelser. Første fase af byggeriet omfatter én linje på 9,6 kilometer. Metroen med 13 stationer forventes af få 250.000 passagerer dagligt. Der er planlagt forlængelser til lufthavnen mod øst samt til forstæder i nord og vest. EU har med direkte støtte og lån bidraget til projektet, hvis samlede budget er 1,1 milliarder euro. Et italiensk-græsk konsortium står for byggeriet, der bygger på samme principper som Københavns metro med førerløse tog og aflukkede perroner.

### Jernbane
Fra Thessalonikis hovedbanegård udgår linjer mod syd (Athen), øst (Alexandropouli), og nord (Edessa). Tidligere tiders direkte forbindelser til Skopje, Moskva, Wien, Budapest, Bukarest og Istanbul er som følge af Grækenlands voldsomme økonomiske vanskeligheder nedlagt siden 2011. Tilbage er – i 2014 – forbindelserne til Sofia og Beograd.
Byen er dog fortsat et knudepunkt, ikke mindst takket være havnen, og rangerterrænnet er landets største.
Der er to elektrisk drevne forstadsbaner med 11 stationer i byens nærområder.

### Færger
I feriesæsonen er der daglige færgeforbindelser til Sporaderne og andre øer i det nordlige Ægæerhav. Havnen benyttes af et stigende antal krydstogtsskibe.

### Luftfart
Med fem millioner2014 passagerer – heraf 3 millioner udlændinge – er Thessalonikis Internationale Lufthavn ”Makedonia” (lufthavnskode SKG) en af Grækenlands største. Over 30 luftfartsselskaber benytter den, som har forbindelse til alle større europæiske lufthavne. Der er ingen interkontinentale forbindelser, delvis fordi startbanerne aktuelt er for korte til de tungeste fly.
I sæsonen bruges den især af turister, der skal til Halkidikis ferieområder.
Fra Danmark er der i sommersæsonen direkte forbindelse med SAS fra København.
Lufthavnen ligger 15 kilometer fra byens centrum og vil blive endestation for metroen, når denne bliver færdig i 2018.

### Veje
I Thessaloniki mødes motorvejene A1/E75, A2/E90 og A25, som forbinder byen med andre dele af Grækenland samt Republikken Makedonien, Bulgarien og Tyrkiet.
Byen er på landsiden indrammet af den C-formede Thessaloniki Indre Ringvej ( Εσωτερική Περιφεριακή Οδός - Esoterikí Peripheriakí Odós), som de nævnte motorveje rammer, og hvorfra 12 veje stråler ind mod centrum. Ringvejen begynder i vest i bydelen Lachanagora og svinger derfra gennem de nordvestlige forstæder, Seich Sou-skoven og rundt til den sydøstlige forstadskommune Kalamariá, hvor den løber sammen med A25, der fortsætter sydpå mod Halkidiki. Den seks-sporede ringvej passeres dagligt af 120.000 køretøjer2014. Da den blev bygget i 1975 var den beregnet til 30.000.
Nuværende2015 – Motor- og hovedveje
- A1/E75 Vest (Republikken Makedonien, Larisa, Athen)
- A2/E90 Vest (Kozani, Ioannina, Igoumenitsa (færger til Italien)) Nord: Kavala, Xanthi, Alexandroupoulis, Tyrkiet).
- A25 Nord (Serres, Bulgarien. Syd: Lufthavnen, Nea Moudania, Halkidiki).
- EO2/E86 Vest: Edessa, Giannitsa.
- Ε79 Nord (Serres, Drama).
- ΕΟ16 Sydvest (Polygyros, Ouranopolis).
- ΕΟ12 Nord (Kilkis, Doirani).

Langsigtede fremtidsplaner sigter mod af fjerne noget af indre ringvejs mere og mere udefra kommende trafik til lufthavnen og ferieområdet Haldiki ved at bygge en ydre ringvej, som via en 4,5 kilometer lang bro skal krydse Thermibugten.